# Glauxinema armatum
Glauxinema armatum är en rundmaskart. Glauxinema armatum ingår i släktet Glauxinema, och familjen Diplogasteridae. Arten är reproducerande i Sverige.